# جایزه نت‌شهروند
نِت‌شهروند یا شهروند اینترنتی، نام جایزه‌ای است که از سال ۲۰۱۰ میلادی، از سوی سازمان گزارشگران بدون مرز به افراد یا گروه‌هایی که برای گسترش حقوق بشر و مبارزه با سانسور اینترنت فعالیت می‌کنند، تعلق می‌گیرد.

## برندگان
- ۲۰۱۰ میلادی - به «تغییر برای برابری»، وب‌سایت کمپین یک میلیون امضا برای تغییر قوانین تبعیض‌آمیز در ایران اهدا شد.[۳][۴]
- ۲۰۱۱ میلادی- گروه وبلاگ نویسان تونسی به نام نووات[۵]
- ۲۰۱۲ میلادی- روزنامه نگاران شهروند سوریه و فعالان مرکز رسانه‌های در کمیته‌های محلی خبر[۶]
- ۲۰۱۳ میلادی- به هیونگاک چن وبلاگ نویس ویتنامی اهدا شد[۷]
- ۲۰۱۴ میلادی- رائف بن محمد بدوی وبلاگ نویس اهل عربستان سعودی[۸]
- ۲۰۱۵ میلادی- به گروه ۹ نفره از وبلاگ نویسان اهل اتیوپی اهدا شد. این وبلاگ نویسان رفتارهای سرکوبگرانه دولت را در وبلاگ خود آشکار کردند. زلالم کیبرت نماینده وبلاگ نویسان نتوانست در مراسم اهدای جایزه به علت ممنوع الخروجی حضور پیدا کند[۹]
- ۲۰۱۶ میلادی- به لیووا و همکارش روزنامه نگاران اهل چین اهدا شد[۱۰]